# Nik Kershaw
Nicholas David Kershaw, född 1 mars 1958 i Bristol, är en brittisk sångare, låtskrivare, musiker och skivproducent. Han hade flera hits under 1980-talet, bland andra "I Won't Let the Sun Go Down on Me", "Wouldn't It Be Good", "Don Quixote" och "The Riddle".

## Diskografi
Studioalbum
- 1984 – Human Racing
- 1984 – The Riddle
- 1986 – Radio Musicola
- 1989 – The Works
- 1998 – 15 Minutes
- 2001 – To Be Frank
- 2006 – You've Got to Laugh
- 2012 – Ei8ht
- 2020 – Oxymoron

Livealbum
- 1987 – BBC Transcription Services – Live in Concert
- 2010 – No Frills
- 2011 – Live in Germany 1984

Samlingsalbum
- 1991 – The Collection
- 1993 – The Best of Nik Kershaw
- 1995 – Anthology
- 1998 – Greatest Hits
- 2000 – The Essential
- 2005 – Then and Now
- 2012 – Human Racing – Special Edition
- 2013 – The Riddle – Special Edition